# کلباسس (کالیفرنیا)
کَلَباسِس (به انگلیسی: Calabasas) شهری در کلان شهر لس‌آنجلس ایالت کالیفرنیا است که در سرشماری سال ۲۰۱۰ میلادی، ۲۳۰۵۸ نفر جمعیت داشته‌است.
کلباسِس یکی از مناطق خوش اب و هوا در (ایالت کالیفرنیا) است. کلباسِس، منطقه‌ای ویلایی‌ است، و می‌توان بسیاری از خانه‌های مجلل و گرانقیمت را در ان پیدا کرد، و افراد ثروتمند زیادی دراین منطقه زندگی می‌کنند.